# Kärlek, solsken och sång
Kärlek, solsken och sång är en svensk komedifilm från 1948 i regi av Per Gunvall. I huvudrollerna ses Åke Söderblom, Bengt Logardt och Anne-Marie Aaröe.

## Handling
Två fotografer får i uppdrag av sin arbetsgivare, som är baddräktsfabrikör, att resa från Stockholm till västkusten för att hitta och fotografera den vackraste badflickan.

## Om filmen
Filmen premiärvisades den 28 februari 1948 på biograf Astoria vid Nybrogatan i Stockholm. Den spelades in sommaren 1947 vid Sandrew-Ateljéerna i Stockholm med exteriörer från Smögen, Göteborg, Tylösand, Båstad, Mölle, Falsterbo med flera platser på västkusten av Curt Jonsson. Som förlaga hade man en filmidé av Bengt Logardt. För filmens koreografi svarade Julius Mengarelli.
Filmen var Per Gunvalls debut som långfilmsregissör. Den har visats vid ett flertal tillfällen i SVT, bland annat 1987, 1994, i maj 2019 och i augusti 2021. 

## Rollista i urval
- Åke Söderblom – Jonte Fredrik "Freddie" Söderborg, reklamfotograf
- Bengt Logardt – Bengt, reklamfotograf
- Anne-Marie Aaröe – Britt
- Benkt-Åke Benktsson – Albert, Britts far
- Lena Cederström – Beda, Britts mor
- Carl-Gunnar Wingård – Blom, chef på reklambyrån Blom & Blom & Blom
- Gustaf Torrestad – Ragnar, Britts fästman
- Ludde Gentzel – en sjungande fiskargubbe
- Börje Mellvig – baddräktsfabrikör
- Sylva Åkesson – Elsie Trulsson, flickan i Tylösand
- Rune Halvarsson – Karlsson, anställd på reklambyrån
- Artur Rolén – Adolfsson, en av baddräktsfabrikörens medarbetare
- Eric Gustafsson – en av baddräktsfabrikörens medarbetare
- Anders Börje – sångaren i Tylösand
- Stig Järrel – herrn i badrock
- Gull Natorp – svartklädda damen
- Eivor Engelbrektsson – chic dam på strand i Tylösand
- Hariette Garellick – Eva i Falsterbo

## Musik i filmen
- Vals (Waldimir), kompositör Sune Waldimir, instrumental
- Bä, bä, vita lamm, kompositör Alice Tegnér, text August Strindberg efter barnramsan Ba, Ba, Black Sheep, instrumental
- Spinn, spinn, dotter min, instrumental
- Bohuslänska Sjömansvalsen, kompositör David Hellström, text Göran Svenning, instrumental
- En sjöman älskar havets våg, text Ossian Limborg, instrumental
- Den blå färgen (Av alla färgerna de små/Af alla färger ack ändå) text 1820 Af alla färger ack ändå Carl Gustaf Wadström text 1902 Av alla färgerna de små Albert Engström, sång Ludde Gentzel
- Varje liten flicka har sin melodi, kompositör Kocko Lagerkrans, sång Gustaf Torrestad
- Dansen på stranden, kompositör Sune Waldimir, instrumental, dans Anne-Marie Aaröe och Julius Mengarelli
- Skapta för varann, kompositör Hasse Kahn, text Bengt Logardt, sång Anders Börje
- Tuoll' on mun kultani (Fjärran han dröjer), svensk text Karl Wetterhoff, instrumental
- The Blacksmith's Boogie, kompositör Kai Gullmar och Roland Eiworth, instrumental
- Bara du, kompositör Roland Eiworth, text Bengt Logardt, sång Gustaf Torrestad och Bengt Logardt
- Dansmusik (Kahn), kompositör Hasse Kahn, musikarrangör Hasse Kahn och Reinhold Svensson, instrumental
- Foxtrot (Norin), kompositör Carl-Henrik Norin, instrumental
- Fjäriln vingad syns på Haga (Haga), kompositör och text Carl Michael Bellman, instrumental
- Treulich geführt, ziehet dahin. ur Lohengrin (Brudmarsch. ur Lohengrin), kompositör och text Richard Wagner, svensk text Fritz Ahlgrensson, framförs visslande av Bengt Logardt
- Quand j'étais roi de Béotie. ur Orphée aux enfers (När jag var prins utav Arkadien. ur Orfeus i underjorden), kompositör 1858 Jacques Offenbach, fransk text 1958 Hector-Jonathan Crémieux och Ludovic Halévy, svensk text 1860 Louise Granberg och Ernst Wallmark, svensk bearbetning 1860 August Blanche, sång Gustaf Torrestad
- Trojka
- Ein Sommernachtstraum. Hochzeitmarsch (En midsommarnattsdröm. Bröllopsmarsch), kompositör Felix Mendelssohn-Bartholdy, instrumental
- Nu är det vinter!, kompositör och text Felix Körling, instrumental
- Vårsång (Glad såsom fågeln i morgonstunden), kompositör Prins Gustaf, text Herman Sätherberg, instrumental